# Michael Beheim

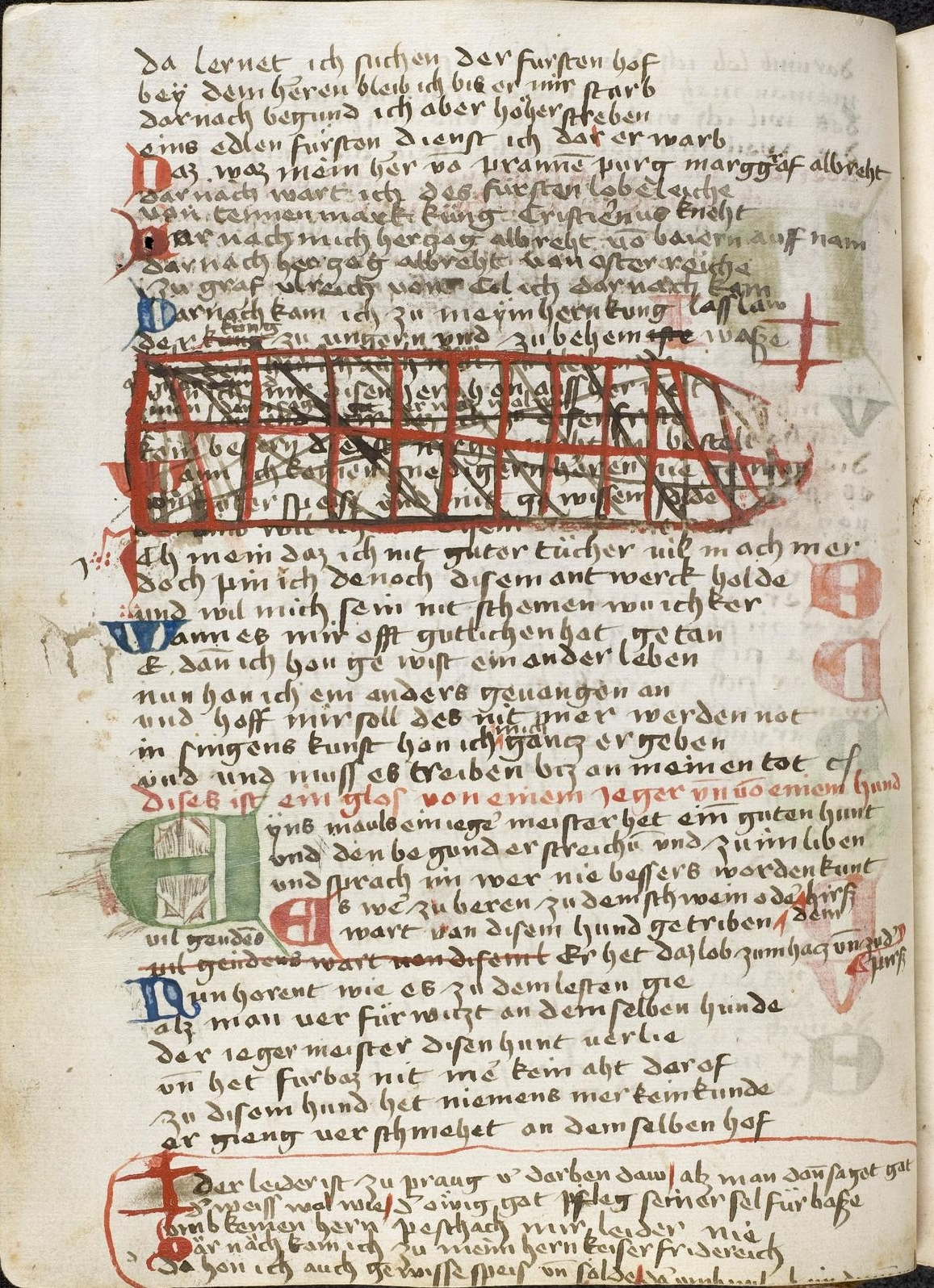
Ein Lied Michael Beheims mit Streichungen und Änderungen (Universitätsbibliothek Heidelberg, Cod. Pal. germ. 312, Fol. 24^{v})

Michael Beheim, auch Michel Beheim, Michael Behaim, Michael Beham oder Michael Behm (* 29. September 1420 in Sülzbach; † späte 1470er Jahre in Sülzbach), war ein deutscher Schriftsteller, der an vielen Höfen seiner Zeit wirkte, so auch am Kaiserhof in Wien. Wegen seines Geburtsortes Sülzbach bei Weinsberg wurde er auch Poeta Weinsbergensis genannt.

## Leben
Wie sein Vater Hans Beheim erlernte er den Beruf des Webers und arbeitete zunächst als solcher. Nach der Geburt des zweiten oder dritten Kindes (etwa 1442–1445) trat er in die Dienste des Reichserbkämmerers Konrad von Weinsberg, dem er wahrscheinlich auf seinen vielen Reisen an die Fürstenhöfe folgte. In dieser Zeit mag er seine meist auf die Zeitereignisse gerichtete Tätigkeit als Liedermacher begonnen haben. Bereits während dieser frühen Anstellung zeigt sich der Grundcharakter der Beheimschen Werke, die insbesondere die Huldigung des jeweiligen Dienstherren zum Gegenstand haben.
Nach Konrads Tod (1448) wandte er sich zunächst nach München an den Hof von Albrecht III. und dann zum Markgrafen Albrecht Achilles von Brandenburg-Ansbach, wo er 1450 in die Kämpfe mit den Rothenburgern verwickelt war. Dort wurde er gefangen genommen und gepeinigt, so dass er seine Beurlaubung erbat, bis die kriegerischen Auseinandersetzungen beigelegt wären. Er wich vom Kriegsgeschehen nach Dänemark und Norwegen an den Hof des Königs Christian I. von Dänemark und Norwegen aus, wohin verwandtschaftliche Beziehungen von Brandenburg-Ansbach bestanden. Christians Gattin, Dorothea von Brandenburg, war die Nichte des Brandenburger Markgrafen. Beheim verweilte für die Feierlichkeiten der Taufe von Prinz Olav in Dänemark, erhielt dann jedoch Kunde vom Frieden in Brandenburg, so dass er zu Albrecht Achilles zurückkehrte und dort bis 1452 blieb. Anschließend wechselte er aus unbekannten Gründen wieder an den Hof von Albrecht III. von Bayern.
Ab dem Beginn des Jahres 1454 stand Beheim in Diensten von Albrecht VI. von Österreich, der sich zu jener Zeit in Freiburg und Rottenburg aufhielt. Nach kurzer Zeit wechselte Beheim zu Ulrich II. von Cilli († 1456), kehrte dann jedoch zu Albrecht VI. zurück. Später im Jahr 1454 war Beheim am Hofe des jungen Königs Ladislaus V. von Ungarn in Prag, später an dessen Hof in Wien und darauf 1456 in dessen Gefolge beim Kreuzzug nach Belgrad. Aus dieser Zeit stammen mehrere seiner Gedichte über die Türkenangelegenheiten, die nebst seinen übrigen historischen Gedichten das Bedeutendste in seinen Werken sind. Er verfasste auch ein Gedicht „Von ainem wutrich der hies Trakle waida von der Walachei“ über den Fürsten Vlad III. Drăculea („Dracula“), der bei der vergeblichen Belagerung von Kronstadt zahllose Menschen köpfen ließ. Beim Kreuzzug der Ungarn wurde Beheim beraubt, sein Dienstherr Ladislaus wurde inhaftiert und sein voriger Dienstherr Ulrich II. von Cilli wurde ermordet. Beheim schwor daraufhin, nie wieder an einem Kreuzzug der Ungarn teilzunehmen. In Ungnade gefallen verabschiedete er sich im Sommer 1457 aus dem Gefolge Ladislaus’ und kehrte an den Hof Albrechts VI. von Österreich zurück, den er jedoch bereits 1458 wieder verließ.
Ab 1459 war er am Wiener Hof Kaiser Friedrichs III., mit dem er 1462 die Belagerung durch Erzherzog Albrecht und den Bürgermeister Holzer aushielt. Er schrieb aus dieser Begebenheit ein Gedicht (Das Buch von den Wienern, eine Reimchronik in 13.000 Versen), dessen Weise er die „Angstweise“ nannte, und worin er seinen ganzen Grimm über die Wiener, „die Handwerker, Schälke und Lasterbälge“, ausschüttete. Auch nach dem Ende der Belagerung setzte sich der Bruderzwist fort, den Beheim mit weiteren Versen kommentierte. Von Beheim ist auch zu erfahren, dass selbst nach dem Tode Albrechts VI. 1463 in Wien noch keine Ruhe einkehre, sondern erst eine Huldigung der Wiener 1465 den ersehnten Frieden mit dem Kaiser brachte. Vermutlich aus Kostengründen wurde Beheim zum Ende des Jahres 1465 am Wiener Hof entlassen. Beheim wandte sich zunächst an Christoph von Mörsberg, den er während der Belagerung der Wiener Burg kennengelernt hatte, und danach an den Herzog Sigmund von Bayern. Diese Anstellungen nach der Zeit in Wien waren nicht von langer Dauer, da ebenfalls Honorarrechnungen aus Augsburg und Nördlingen existieren. In jener unsteten Zeit entstanden wohl auch die letzten engagiert politischen Lieder Beheims, von denen sich nach 1466 keine Anzeichen mehr finden.

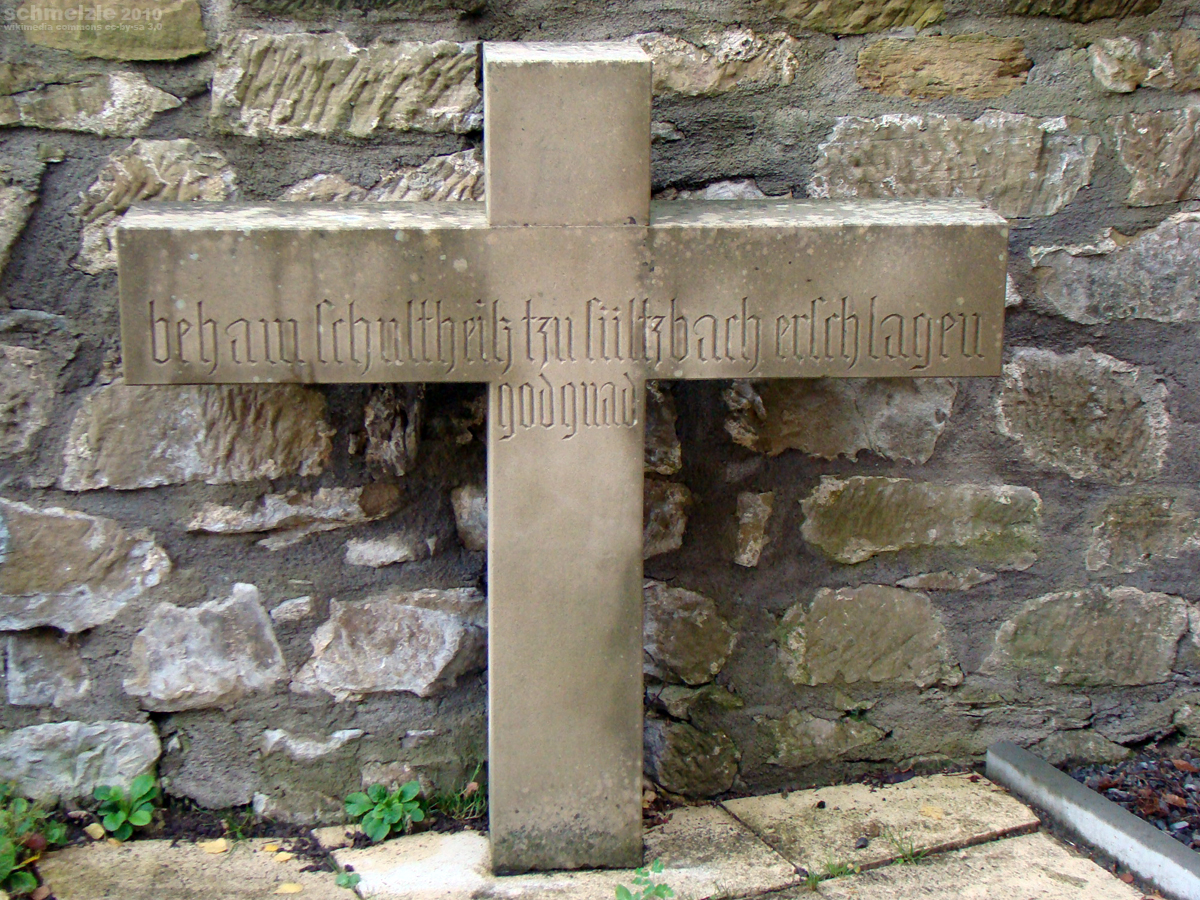
Beheim-Sühnekreuz in Obersulm-Sülzbach (Kopie)

Eine feste Anstellung fand Beheim erst wieder nach Juli 1468 bei Pfalzgraf Friedrich I. in Heidelberg, wo seit der Stiftung der Universität Heidelberg einiger literarischer Sinn herrschte. Hier benutzte er die von dem Kaplan Matthias von Kemnat wenig früher verfasste Prosachronik von den Taten dieses Kurfürsten zu einem umfassenden strophischen Gedicht auf Friedrich, das diesen, nach Aussage von Meyers Konversationslexikon, „in niederer Schmeichelei als den edelsten und tapfersten Helden aller Zeiten feiert.“ Beheim benennt Matthias von Kemnat und den kurpfälzischen Kanzlisten Alexander Bellendörfer ausdrücklich am Ende seiner Reimchronik (S. 205) als Helfer; es wird überdies angenommen, dass Bellendörfer den Codex niedergeschrieben hat. Während der Planungen eines Feldzugs des Kurfürsten gegen Herzog Heinrich von Veldenz wollte Beheim nach Bad Urach zu Graf Eberhard im Bart von Württemberg wechseln, um diesen auf den Fürstentag nach Regensburg zu begleiten. Er wurde jedoch vom Kurfürsten zurückgerufen und gezwungen, am Feldzug gegen den Veldenzer teilzunehmen. Die Schilderung des Feldzugs beendet auch die Pfälzische Reimchronik, die Beheim sicher begonnen, aber möglicherweise nicht vollendet hat. Die Gründe des Endes seiner Dienstzeit am kurpfälzischen Hof sind unbekannt, möglicherweise aber im Zeitgeist zu suchen, da Beheims Vortragsart zu jener Zeit bereits überholt war und sich eine Hofkantorei mit Mehrstimmigkeit im musikalischen Vortrag durchzusetzen begann.
Schließlich kehrte Beheim 1472 in seine Heimat Sülzbach zurück, wurde dort als Schultheiß eingesetzt. Er starb eines gewaltsamen Todes, da er erschlagen wurde. Das Sühnekreuz, das über das Jahr seines Todes Auskunft gab, ist nur unvollständig erhalten, so dass eine genaue Datierung nicht mehr möglich ist. Die Forschung geht überwiegend davon aus, dass er noch in den 1470er Jahren erschlagen wurde. Das historische Sühnekreuz, das der damalige Sülzbacher Ortspfarrer J. Caspart 1875 fand, befindet sich heute in der Michael-Beheim-Schule in Obersulm-Sülzbach. An der Mauer des alten Friedhofs bei der Sülzbacher Kirche ist heute eine 1992 hergestellte Kopie des Kreuzes angebracht.

## Rezeption
Als politischer Berufsdichter war er gezwungen, für seine unterschiedlichen, oft untereinander verfeindeten Auftraggeber jeweils das passende Lied zu schreiben. Er drückte dies mit den Worten „Der furst mich hett in knechtes miet, ich ass sin brot und sang sin liet“ aus. Innerhalb der Forschung wird Beheim deswegen Opportunismus vorgeworfen.
In Wien ist zu seinem Gedenken ein Straßenzug im 17. Bezirk, die Beheimgasse, nach ihm benannt worden. In seinem Geburtsort Sülzbach ist die Schule nach ihm benannt.

## Beheims Werke im Druck
- 1843 erschien der Teil über die Wiener erstmals nach der Heidelberger und Wiener Handschrift bei P. Rohrmann, herausgegeben von Th. G. v. Karajan (479 Seiten). Er wurde 1867 bei P. Rohrmann und unbekannten Datums bei Carl Hölzl nachgedruckt.
  - Michael Behaim (Autor), Th. G. v. Karajan (Hrsg.): Michael Beheim's Buch von den Wienern 1462–1465, P. Rohrmann, Wien 1843 (Online-1 und Online-2 in der Google-Buchsuche)
  - Michael Behaim (Autor), Th. G. v. Karajan (Hrsg.): Michael Beheim's Buch von den Wienern 1462–1465, P. Rohrmann, Wien 1867 (Online-1 und Online-2 in der Google-Buchsuche)
  - Michael Behaim (Autor), Th. G. v. Karajan (Hrsg.): Michael Beheim's Buch von den Wienern 1462–1465, Carl Hölzl, Wien (Online in der Google-Buchsuche-USA)

- 1968 bis 1972 erschienen „Die Gedichte des Michel Beheim“ in drei Bänden im Akademie-Verlag, Berlin, herausgegeben von Hans Gille und Ingeborg Spriewald. Als Grundlage diente die Heidelberger Handschrift cpg 334 (Autograph Beheims) unter Heranziehung der Heidelberger Handschrift cpg 312 und der Münchener Handschrift cgm 291 sowie sämtlicher Teilhandschriften. Die Ausgabe enthält 453 Gedichte, jedoch nicht die großen Reimchroniken.
  - Michael Behaim (Autor), Hans Gille, Ingeborg Spriewald (Hrsg.): Die Gedichte des Michel Beheim, Akademie-Verlag, Berlin 1968–1972
    - Bd. 1. Einleitung. Gedichte Nr. 1-147 (= Band 60 von Deutsche Texte des Mittelalters), 1968
    - Bd. 2. Gedichte Nr. 148-357 (= Band 64 von Deutsche Texte des Mittelalters), 1970
    - Bd. 3. (= Band 65 von Deutsche Texte des Mittelalters)
      - Teil 1. Gedichte Nr. 358-453. Die Melodien, 1971
      - Teil 2. Registerteil, 1972